# Due tempi all'inferno
Due tempi all'inferno (Két félidő a pokolban) è un film liberamente ispirato alla partita della morte tenutasi a Kiev il 9 agosto 1942 tra una squadra mista di calciatori di Dynamo e Lokomotiv e una squadra composta da ufficiali dell'aviazione tedesca Luftwaffe.

## Trama
Il film si svolge in un campo di lavoro sorvegliato da militari ungheresi nella primavera del 1944. In questo campo di prigionia coabitano soldati ungheresi che hanno subordinato, elementi sovversivi e naturalmente ebrei. È fin troppo evidente che i sorveglianti siano alle dipendenze dei nazisti, difatti per il compleanno di Hitler viene organizzata una partita di calcio tra i detenuti e una rappresentativa dell'esercito tedesco. Viene dato incarico a uno dei prigionieri di organizzare il team, e tutti vorrebbero farne parte perché avranno razioni supplementari di cibo e verranno dispensati dai lavori per allenarsi. Durante un allenamento i prigionieri tenteranno la fuga, ma verranno ripresi e condannati a morte dopo la partita che dovranno disputare. Dopo essere stati in svantaggio ribaltano la partita nel secondo tempo, ma durante l'esultanza verranno uccisi dai tedeschi. 

## Tema
Come già il film sovietico Il terzo tempo (1962) e gli americani Quella sporca ultima meta (1974) e Fuga per la vittoria (1981) saranno ispirati alla già citata partita della morte.